# Tarasivka, Sofiivka
Tarasivka (în ucraineană Тарасівка) este un sat în așezarea urbană Sofiivka din raionul Sofiivka, regiunea Dnipropetrovsk, Ucraina.

## Demografie
Componența lingvistică a localității Tarasivka
     Ucraineană (96,3%)
     Rusă (3,7%)
Conform recensământului din 2001, majoritatea populației localității Tarasivka era vorbitoare de ucraineană (96,3%), existând în minoritate și vorbitori de rusă (3,7%).